# Buddy Miles
George Allen Miles , Jr., detto Buddy (Omaha, 5 settembre 1947 – Austin, 26 febbraio 2008), è stato un batterista, cantante e compositore statunitense.
Nonostante durante la sua carriera abbia lavorato anche con artisti come Mike Bloomfield e Carlos Santana, il suo nome viene principalmente associato a quello di Jimi Hendrix, a fianco di cui suonò per un breve ma intenso periodo, dal 1969 fino al gennaio del 1970.

## Biografia
Buddy Miles comincia a suonare la batteria all'età di nove anni e a dodici si esibisce suonando nel gruppo jazz del padre, The Bebops. Il soprannome Buddy gli viene affibbiato dalla zia, in onore del batterista Buddy Rich.
Nel 1966 viene notato dal chitarrista Mike Bloomfield, che gli propone di formare una band, The Electric Flag. In seguito all'abbandono di Bloomfield, Miles diviene il leader della band, che pubblica il secondo album The Electric Flag: An American Music Band (1968). Miles abbandona poi il gruppo per formare i Buddy Miles Express, con i quali pubblica gli album Expressway to Your Skull e Electric Church, entrambi prodotti da Jimi Hendrix. A sua volta, Miles suona nell'album del chitarrista di Seattle Electric Ladyland, pubblicato nel 1968.
La collaborazione con Hendrix prosegue nella Band of Gypsys, di cui Miles entra a far parte assieme al bassista Billy Cox. La formazione non dura tuttavia a lungo: Miles si allontana nel 1970 e l'unico album pubblicato dalla band rimane l'omonimo Band of Gypsys.
Dopo aver suonato sull'album Devotion di John McLaughlin, Miles torna alla sua attività da solista pubblicando il suo album di maggior successo: Them Changes (1970).
Dal dicembre del 1971 all'aprile del 1972 Miles intraprende un tour con Carlos Santana, da cui viene tratto l'album Carlos Santana & Buddy Miles! Live!, registrato in un vulcano inattivo delle isole Hawaii.
Nei primi anni novanta Miles suona assieme a Bootsy Collins, sia nei suoi progetti da solista che nella band Hardware, pubblicando il disco Third Eye Open (1994).
Nel 2005 incide insieme a Francesca Monte i brani Beetwen Us e Inside My Mind.
Nel 2006 partecipa all'album Drum 'n' Voice, Vol. 2 di Billy Cobham, prodotto dagli italiani Pino Nicolosi e Lino Nicolosi della Nicolosi Productions e uscito in tutto il mondo con l'etichetta Just Groove.
Buddy Miles è morto il 26 febbraio del 2008, all'età di 60 anni, nella sua casa ad Austin in Texas, per complicazioni cardiache.

## Discografia

### Solista
- 1968 – Expressway to Your Skull (Mercury Records)
- 1969 – Electric Church (Mercury Records)
- 1970 – Them Changes (Mercury Records)
- 1970 – We Got to Live Together (Mercury Records)
- 1971 – A Message to the People (Mercury Records)
- 1971 – Buddy Miles Live (Mercury Records)
- 1973 – Booger Bear (Columbia Records)
- 1973 – Chapter VII (Columbia Records)
- 1974 – All the Faces of Buddy Miles (Epic Records)
- 1975 – More Miles Per Gallon (Casablanca Records)
- 1976 – Bicentennial Gathering of the Tribes (Casablanca Records)
- 1981 – Sneak Attack (Atlantic Records)
- 1994 – Hell and Back (Rykodisc Records)
- 1997 – Tribute to Jimi Hendrix (CAS Records)
- 1997 – Miles Away from Home (Hip-O Records)
- 2002 – Blues Berries (Ruf Records)
- 2005 – Changes (SPV Records)

### The Electric Flag
- 1968 – A Long Time Comin' (Columbia Records)
- 1968 – The Electric Flag: An American Music Band (Columbia Recoords)

### Band of Gypsys
- 1970 – Band of Gypsys (Capitol Records)

### Hardware
- 1994 – Third Eye Open (Rykodisc Records)

### Collaborazioni
- 1969 – Electric Ladyland (Reprise Records) (con Jimi Hendrix)
- 1970 – Devotion (Douglas Records) (con John McLaughlin)
- 1972 – Carlos Santana & Buddy Miles! Live! (Columbia Records) (con Carlos Santana)